# رئيس غينيا الاستوائية
رئيس غينيا الاستوائية هو المنصب الأعلى في جمهورية غينيا الاستوائية منذ استقلالها عن إسبانيا عام 1968. قبل عام 1968 كان اسم البلد هو غينيا الإسبانية وكان يحكمها حكام إسبان [الإسبانية]
هناك حد فترتين لرئيس الدولة، لكن لم يلتزم به أي رئيس حتى الآن.

## القائمة
الأحزاب السياسية
الانتماءات الأخرى
رموز
C  استفتاء دستوري
| No. | الصورة                            | الاسم (الميلاد–الوفاة)                                                    | الانتخابات       | الفترة         | الفترة             | الفترة             | الحزب السياسي       |
| No. | الصورة                            | الاسم (الميلاد–الوفاة)                                                    | الانتخابات       | استلم المنصب   | ترك المنصب         | المدة              | الحزب السياسي       |
| --- | --------------------------------- | ------------------------------------------------------------------------- | ---------------- | -------------- | ------------------ | ------------------ | ------------------- |
| 1   |                                   | فرانسيسكو ماسياس نغيما (1924–1979)                                        | 1968             | 12 أكتوبر 1968 | 3 أغسطس 1979 (خلع) | 10 سنوات و295 أيام | IPGE (حتى 1970)     |
|     | 1973 [C]                          | فرانسيسكو ماسياس نغيما (1924–1979)                                        | PUNT             | 12 أكتوبر 1968 | 3 أغسطس 1979 (خلع) | 10 سنوات و295 أيام |                     |
| —   |                                   | تيودورو أوبيانغ (مواليد 1942) رئيس المجلس العسكري الأعلى من 1979 إلى 1982 | —                | 3 أغسطس 1979   | في المنصب          | 45 سنوات و230 أيام | Military (حتى 1982) |
| 2   | 1982 [C]                          | تيودورو أوبيانغ (مواليد 1942) رئيس المجلس العسكري الأعلى من 1979 إلى 1982 | مستقل (حتى 1987) | 3 أغسطس 1979   | في المنصب          | 45 سنوات و230 أيام |                     |
|     | 1989 ‏ 1996 ‏ 2002 ‏ 2009 ‏ 2016 2022 | تيودورو أوبيانغ (مواليد 1942) رئيس المجلس العسكري الأعلى من 1979 إلى 1982 | PDGE             | 3 أغسطس 1979   | في المنصب          | 45 سنوات و230 أيام |                     |